# Kuru, Pirkanmaa
Kuru là một đô thị của Phần Lan.
Đô thị này tọa lạc tại tỉnh Tây Phần Lan trong vùng Pirkanmaa. Kuru lies 50 km north of Tampere. Đô thị này có dân số 2.782 với diện tích là 820,48 km² trong đó có 103,53 km² là diện tích mặt nước. Mật độ dân số là 3.4 người trên mỗi km². Ngành dịch vụ là ngành kinh tế sử dụng lao động hàng đầu ở khu vực này.
Đô thị này chỉ sử dụng tiếng Phần Lan. 
Khoảng 2/3 Vườn quốc gia Seitseminen nằm ở đô thị này. Vườn quốc gia này có diện tích 4000 km².